# 린 티그펜
린 티그펜(Lynne Thigpen, 1948년 12월 22일 ~ 2003년 3월 12일)는 미국의 연극 배우, 영화배우, 텔레비전 배우, 교사이다.
졸리엣에서 태어났으며 머리나델레이에서 사망하였다. 사인은 뇌출혈이다.

## 방송
- D.C. 특수수사대 시즌3
- D.C. 특수수사대 시즌2
- D.C. 특수수사대 시즌1

## 영화
- 성질 죽이기 (2003년) - 브렌다 다니엘스 판사 역
- 노보케인 (2001년)
- 더 디스트릭트 (2000년)
- 샤프트 (2000년)
- 인사이더 (1999년)
- 바이센테니얼 맨 (1999년) - 마조리 보타 대통령 역
- 랜덤 하트 (1999년)
- 더 보이즈 넥스트 도어 (1996년)
- 함정 (1995년)
- 네이키드 인 뉴욕 (1994년)
- 블랭크맨 (1994년)
- 페이퍼 (1994년)
- 제99조 (1992년)
- 밥 로버츠 (1992년)
- 법과 질서 (1990년)
- 철혈여경 (1990년)
- 고독한 스승 (1989년)
- 허공에의 질주 (1988년)
- LA 로 (1986년)
- 코스비 가족 (1984년)
- 스트리트 오브 파이어 (1984년)
- 투씨 (1982년)
- 워리어 (1979년)
- 가스펠 (1973년) - 린 역